# 山江村
山江村（やまえむら）は、熊本県の南部にある村。球磨郡に属す。

## 地理
熊本県の南部、内陸部に位置する。村の南側は人吉盆地の一部であり、そこが中心集落となっている。村域の9割を占めるその他の地域は山地である。
- 山：仰烏帽子山・高岳・白岩山・白崩山・三ツ尾山・やくし（薬師）山
- 川：万江川・山田川（球磨川支流）

### 隣接市町村
- 八代市
- 人吉市
- 球磨郡球磨村・相良村・五木村

### 地名
- 万江
- 山田

## 歴史

### 近現代
- 1889年（明治22年）4月1日 - 町村制施行に伴い、山田村と万江村が合併して村制施行。

## 行政
- 村長：内山慶治（2014年8月～）

## 産業
- 特産品：クリ、ヤマメ、ワサビ、梅干し、焼酎

## ケーブルテレビ
村営　山江村ケーブルテレビ
映像サービス
地デジ・BS・CS10ch・コミチャン
通信サービス
域内無料電話・告知端末放送
インターネット（任意）

## 地域

### 人口
| |                                        |  |
| 山江村と全国の年齢別人口分布（2005年） | 山江村の年齢・男女別人口分布（2005年） |  |
| ■紫色 ― 山江村 ■緑色 ― 日本全国 | ■青色 ― 男性 ■赤色 ― 女性              |  |
| 山江村（に相当する地域）の人口の推移 \| 1970年（昭和45年） \| 4,765人 \| \| \| 1975年（昭和50年） \| 4,426人 \| \| \| 1980年（昭和55年） \| 4,276人 \| \| \| 1985年（昭和60年） \| 4,398人 \| \| \| 1990年（平成2年） \| 4,237人 \| \| \| 1995年（平成7年） \| 4,118人 \| \| \| 2000年（平成12年） \| 4,104人 \| \| \| 2005年（平成17年） \| 3,901人 \| \| \| 2010年（平成22年） \| 3,681人 \| \| \| 2015年（平成27年） \| 3,422人 \| \| \| 2020年（令和2年） \| 3,238人 \| \| |                                        |  |
| 総務省統計局 国勢調査より |                                        |  |
| 1970年（昭和45年） | 4,765人                                |  |
| 1975年（昭和50年） | 4,426人                                |  |
| 1980年（昭和55年） | 4,276人                                |  |
| 1985年（昭和60年） | 4,398人                                |  |
| 1990年（平成2年） | 4,237人                                |  |
| 1995年（平成7年） | 4,118人                                |  |
| 2000年（平成12年） | 4,104人                                |  |
| 2005年（平成17年） | 3,901人                                |  |
| 2010年（平成22年） | 3,681人                                |  |
| 2015年（平成27年） | 3,422人                                |  |
| 2020年（令和2年） | 3,238人                                |  |

### 教育

#### 中学校
- 山江村立山江中学校

#### 小学校
- 山江村立山田小学校
- 山江村立万江小学校

## 交通

### 空港
- 最寄り空港は熊本空港・鹿児島空港。

### 鉄道
村内を鉄道路線は通っていない。最寄り鉄道駅は人吉駅。

### バス路線
- 産交バス - 村南東端部の国道445号を通り人吉市と相良村・五木村を結ぶ路線が運行されており、村内に「東蓑原」「小山田」の2つの停留所がある。かつては人吉市と山江村中心部及び村内各地を結ぶ路線もあったが、これらはすべて廃止された。
- 予約制乗合バス「まるおか号」 - 2006年10月より運行。村内各地相互間のほか、人吉市街地や人吉ICと村内各地の間でも利用可能。山田線・万江線・山江線の3路線がある。

なお、現在は村内の山江SAに停車する高速バスがないため、村内で乗降可能な高速バスはなく、人吉ICが村の最寄りの高速バス停留所となる。

### 道路

#### 高速道路
- 九州自動車道
  - インターチェンジ：人吉インターチェンジ（一部が山江村村域にかかっている）
  - その他の高速道路施設：山江サービスエリア

#### 一般国道
- 国道445号

#### 県道
主要地方道
- 熊本県道17号坂本人吉線

## 名所・旧跡・観光スポット・祭事・催事
- 山江温泉ほたる　宿泊施設ほたる亭
- 高寺院
- 時代の駅むらやくば
- 尾寄崎キャンプ場
- ごえもんキャンプ場
- 地鶏ファーム
- 淡島神社
- 大王神社
- 丸岡公園
- 諏訪神社
- 山江村歴史民俗資料館
- 山田の伝助墓
- 合戦峰神社
- 万江阿蘇神社
- 熊山神社
- 山江サービスエリア

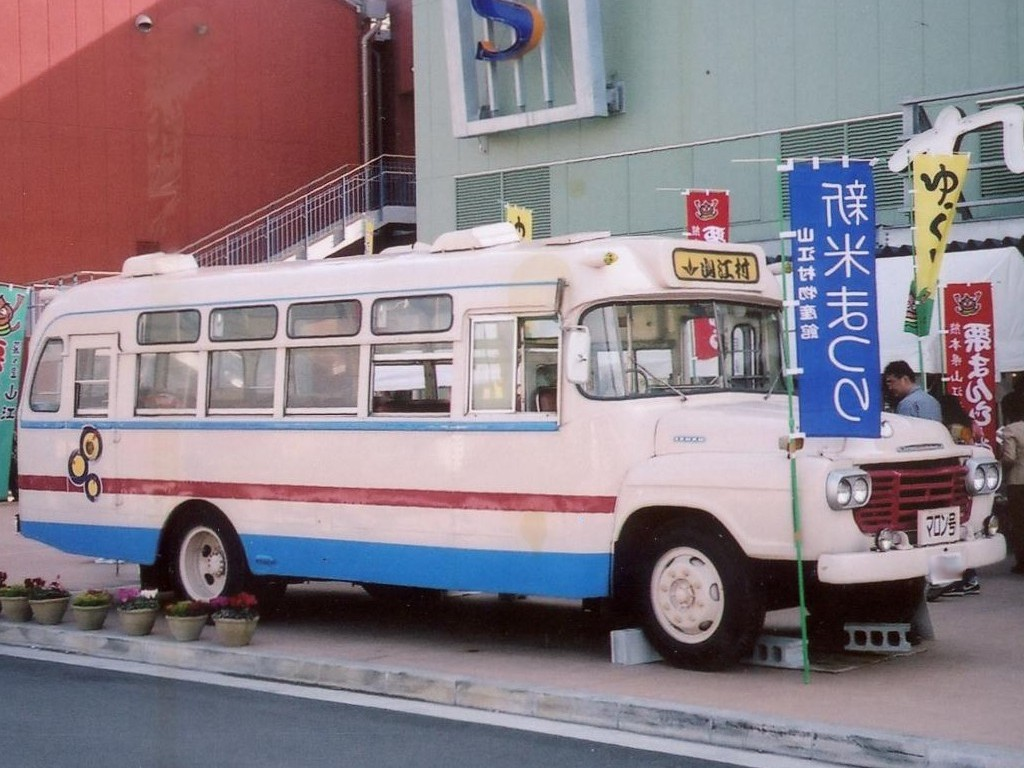
村内で保存運行されている
ボンネットバス「マロン号」

- ボンネットバス｢マロン号｣車庫(山江村役場南側)

## 出身著名人
- 樋口叶（プロサッカー選手）
- 宮原愛輝（プロサッカー選手）